# Шариф, Наваз
Миа́н Мохамма́д Нава́з Шари́ф (урду میاں محمد نواز شریف ‎; род. 25 декабря 1949, Лахор, Пенджаб, Пакистан) — пакистанский политик и бизнесмен, лидер Пакистанской мусульманской лиги (Наваза Шарифа), четырежды премьер-министр Пакистана.

## Биография
Наваз Шариф родился 25 декабря 1949 года в семье бизнесмена кашмирского происхождения в Лахоре.
Окончил Университет Пенджаба, затем работал в компании Ittefaq, которую основал его отец.
В 1985 году смог стать главным министром Пенджаба, а в 1990 году одержал во главе своей партии победу на досрочных парламентских выборах, прошедших после отстранения от власти Беназир Бхутто, выступая с консервативных позиций и призывая к активной борьбе с коррупцией и возглавил правительство. С 6 ноября 1990 по 10 сентября 1991 года одновременно занимал должность министра обороны Пакистана. В 1992 году начал проводить операцию «Чистка» в Карачи, направленную на уменьшение социальной нестабильности в городе и устранение его политических противников из организации индийских иммигрантов Движение Мохаджира Кауми. В то же время правительство Шарифа не смогло остановить падение на треть курса пакистанской рупии к доллару.
В итоге 18 апреля 1993 года президент Пакистана Гулам Исхак Хан сместил правительство Шарифа по обвинению в коррупции, непотизме и убийстве политических оппонентов и распустил Национальную ассамблею, назначив новые выборы и переходное правительство. Однако через шесть недель Верховный суд страны, настроенный в пользу Шарифа, отменил президентский указ. Армия Пакистана, впрочем, отказалась признать это решение, и после переговоров между Шарифом и президентом они оба ушли в отставку, после чего были проведены досрочные выборы, на которых победу одержала Пакистанская народная партия под руководством Беназир Бхутто.
В конце 1996 года правительство Бхутто было отправлено в отставку, и в следующем году состоялись новые выборы, на которых партия Шарифа победила с огромным преимуществом. Сразу после прихода к власти Наваз Шариф принял поправки к конституции, запрещавшие президенту смещать правительство и дававшие партиям право лишать своих депутатов мандатов за несогласие с партийной линией. Эти поправки сделали новую досрочную отставку правительства почти невозможной. В конце 1997 года судьи проголосовали за отставку председателя Верховного суда, после чего ушёл в отставку и президент Фарук Легари, сторонник Бхутто, и новым президентом стал министр юстиции Рафик Тарар. В том же году для борьбы с терроризмом была учреждена особая судебная система, признанная в следующем году неконституционной Верховным судом.
Отмена Шарифом выходного дня в пятницу оттолкнула от него многих консервативно-религиозных сторонников и вынудила искать поддержки у светского либерального электората, поддерживавшего Бхутто. Для повышения популярности правительства в конце 1997 года была открыта автомагистраль Лахор — Исламабад.
Однако популярность правительства продолжала падать. Под предлогом борьбы с терроризмом Шариф распустил правительство Синдха, учредил военные трибуналы и сократил гражданские свободы.
28 мая 1998 года в ответ на индийские ядерные испытания, состоявшиеся двумя неделями ранее, были проведены первые в истории Пакистана испытания ядерного оружия. В интервью газете The New York Times Шариф заявил: «Сегодня мы сравнялись по очкам с Индией». Это политическое соревнование было отмечено Шнобелевской премией, которой в том же году удостоились премьер-министры двух соседствующих стран — Атал Бихари Ваджпаи и Наваз Шариф.
В феврале 1999 года Шариф провёл в Лахоре встречу с индийским премьер-министром Ваджпаи, направленную на улучшение отношений между странами. Была подписана Лахорская декларация, ограничивающая взаимное применение ядерного оружия. Однако предпринятое по инициативе командующего армией Первеза Мушаррафа проникновение пакистанских войск на индийскую часть Кашмира привело к Каргильской войне, завершившейся убедительной победой Индии и обострением отношений между Шарифом и Мушаррафом.
В конце 1998 года правительство Шарифа предложило ввести в Пакистане правовую систему, основанную на шариате, и ввело её среди племён пограничного Северо-Запада. Однако закон, одобрённый Национальной ассамблеей, был отклонён в Сенате. Тем временем экономическая ситуация ухудшалась.

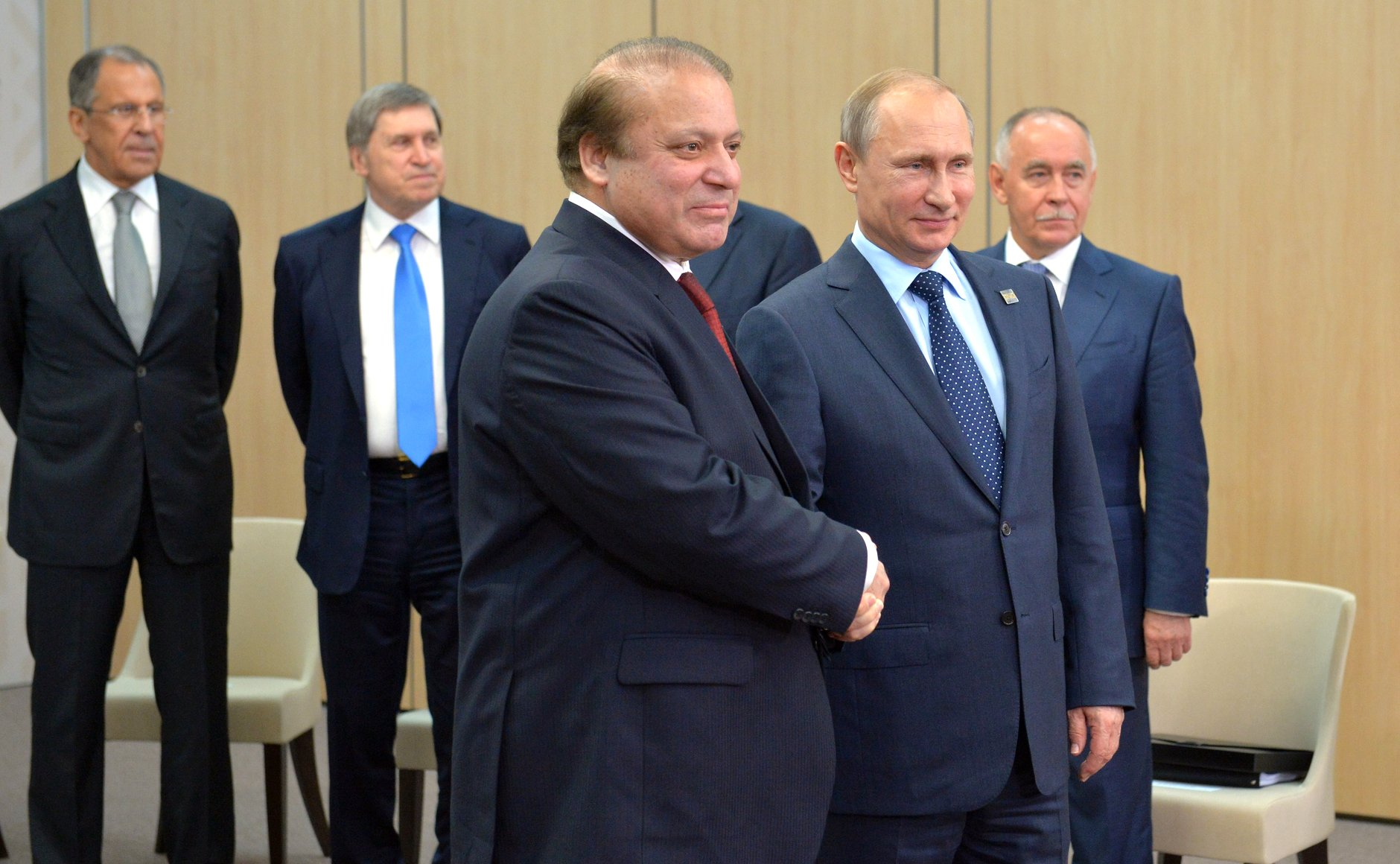
Наваз Шариф и Владимир Путин.
Уфа, 10 июля 2015 года

Когда 12 октября 1999 года Шариф отправил в отставку командующего армией Первеза Мушаррафа и попытался не впустить его на территорию страны, Мушарраф произвёл военный переворот, сместив Шарифа, арестовав его и приговорив к пожизненному заключению. Впрочем, приговор был заменён высылкой в Саудовскую Аравию. В 2002 году Наваз Шариф уступил председательство в партии своему брату Шахбазу Шарифу.
В сентябре 2007 года Шариф попытался вернуться на родину, но его не выпустили из самолёта.
В ноябре того же года Шариф всё же вернулся для участия в парламентских выборах. После убийства Беназир Бхутто он первоначально призвал к бойкоту выборов и отставке Мушаррафа, но затем заключил коалиционное соглашение с ПНП под руководством мужа Бхутто Асифа Али Зардари. На выборах в начале 2008 года партия Шарифа заняла второе место по числу мандатов в Национальную ассамблею и выиграла местные выборы в Пенджабе. Однако вскоре после отказа нового правительства восстановить в должности уволенных Мушаррафом судей Шариф перешёл в оппозицию. 16 марта 2009 года по указанию Зардари он был помещён под домашний арест, но вскоре освобождён.
5 июня 2013 года Наваз Шариф был в третий раз утверждён премьер-министром Пакистана.
28 июля 2017 года был отстранён от должности Верховным судом Пакистана по результатам антикоррупционного расследования, инициированного после утечки конфиденциальной информации панамской компании Mossack Fonseca в апреле 2016 года. Опубликованные документы указывали на то, что его дети владеют несколькими офшорными компаниями, зарегистрированными на Британских Виргинских островах. В отношении бывшего премьер-министра суд постановил возбудить уголовное дело.
6 июля 2018 года находящийся в Великобритании Наваз Шариф был заочно приговорён в Пакистане к десяти годам тюрьмы и штрафу в размере 10,6 млн долларов по обвинению в коррупции (дело завели после публикации «Панамского досье»). 

14 июля 2018 Наваз Шариф возвратился в Пакистан вместе со своей дочерью Марьям, они оба были арестованы в аэропорту Лахора. Их признали виновными в коррупции, связанной с инвестированием незадекларированных средств в сталелитейный комбинат «Аль-Азиза», находящийся в Саудовской Аравии. Сам экс-премьер Пакистана и его сторонники считают дело политически мотивированным. Антикоррупционный суд Исламабада приговорил Шарифа к семи годам тюрьмы, а также к денежному штрафу в размере 2,5 миллиона долларов. В октябре 2019 года суд отпустил Наваза Шарифа под залог по медицинским причинам; врачи диагностировали, что тот страдает от заболевания крови, при котором разрушаются тромбоциты, отметив, что состояние экс-премьера оценивается как опасное, но его болезнь поддается лечению. Через несколько дней после изменения меры пресечения МВД Пакистана исключило Шарифа из списка лиц, которым запрещён выезд из страны, что позволило бывшему главе государства однократно выехать за границу для лечения на срок до четырех недель. Вскоре после этого Наваз Шариф покинул страну и направился для лечения в Лондон, однако так и не вернулся в Пакистан.
В октябре 2023 года Наваз Шариф вернулся на родину, завершив четырёхлетнее добровольное изгнание в Лондоне. Перед его прибытием в страну команда юристов обратилась в Высокий суд Исламабада с просьбой об освобождении под залог, чтобы предотвратить его арест по возвращении.

## Награды
- Почётный кавалер Большого креста ордена Святого Михаила и Святого Георгия GCMG (Великобритания, 1997)
- Кавалер большого креста ордена Доброй Надежды (ЮАР, 1999)
- Кавалер ордена Республики (Турция, 2013)

## Семья
- Жена Кулсом Наваз была избрана в Национальную ассамблею Пакистана в сентябре 2017 года, внучка Великого Гамы.
- Дочь — Мариам.